# Castianeira zionis
Castianeira zionis là một loài nhện trong họ Corinnidae.
Loài này thuộc chi Castianeira. Castianeira zionis được miêu tả năm 1929 bởi Ralph Vary Chamberlin & Woodbury.